# Edhem Mulabdić

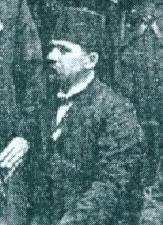
Edhem Mulabdić

Edhem Mulabdić (* 1862 in Maglaj; † 29. Januar 1954 in Sarajevo) war ein bosnischer Schriftsteller.
Edhem Mulabdić unterrichtete als Lehrer an muslimischen Schulen und war in muslimischen Organisationen in Bosnien tätig. Er arbeitete auch an diversen Zeitschriften der Bosniaken mit.
Als Schriftsteller verfasste Mulabdić Erzählungen und Romane, die sich mit der orientalischen Welt Bosniens befassen. Es existieren so gut wie keine Übersetzungen ins Deutsche.
- Rukovjet šale. Svezak prvi. Sabrao i izdao ucitelj na Darul-mualliminu i urednik "Bošnjaka". Sarajevo, 1893
- Zeleno busenje. Roman iz doba okupacije Bosne i Hercegovine. Matica hrvatska. Zagreb 1898
- Na obali Bosne. Matica hrvatska. Zagreb o. J.
- Crtice. Sarajevo, 1907
- Nova vremena. (Slika iz novijeg zivota u Bosni). Mostar, 1914
- Izabrane pripovijesti. Matica hrvatska. Zagreb, 1944
- Svak na posao. Jedna zgoda u dvije slike iz godine 1895. Sarajevo, 1934
- Izabrana djela. 2 Bde. Sarajevo, 1974
- Der Liebesbrief, dt. in: Kroatische und bosnische Novellen, Wien und Leipzig, 1940

| Personendaten    | Personendaten             |
| ---------------- | ------------------------- |
| NAME             | Mulabdić, Edhem           |
| KURZBESCHREIBUNG | bosnischer Schriftsteller |
| GEBURTSDATUM     | 1862                      |
| GEBURTSORT       | Maglaj                    |
| STERBEDATUM      | 29. Januar 1954           |
| STERBEORT        | Sarajevo                  |